# FC Sion
FC Sion este un club de fotbal elvețian din Sion, care în prezent evoluează în Superliga Elvețiană, prima divizie de fotbal din Elveția.

## Palmares
- FC Sion deține distincția de a nu pierde nici o finală de Cupă jucată acasă, având 12 victorii din 12 meciuri în Cupa Elveției.

- Swiss Super League (2): – 1991–92, 1996–97[1]
- Cupa Elveției (13): – 1965, 1974, 1980, 1982, 1986, 1991, 1995, 1996, 1997, 2006, 2009, 2011, 2015[1]

## Evoluția în competițiile europene
| Sezon   | Competiție         | Runda                 | Adversară         | Manșa 1 | Manșa 2 | Scor general |
| ------- | ------------------ | --------------------- | ----------------- | ------- | ------- | ------------ |
| 1980-81 | Cupa Cupelor UEFA  | Prima rundă           | Haugar            | 1-1     | 0-2     | 1-3          |
| 1992-93 | Liga Campionilor   | Prima rundă           | Tavria Simferopol | 4-1 (h) | 3-1 (a) | 7-2          |
| 1992-93 | Liga Campionilor   | Runda a doua          | Porto             | 2-2 (h) | 0-4 (a) | 2-6          |
| 2007–08 | Cupa UEFA          | Turul doi preliminar  | Ried              | 1–1     | 3–0     | 4–1          |
| 2007–08 | Cupa UEFA          | Primul tur preliminar | Galatasaray S.K.  | 3–2     | 1–5     | 4–7          |
| 2009–10 | UEFA Europa League | Play-off              | Fenerbahçe        | 0–2     | 2–2     | 2–4          |
| 2011–12 | UEFA Europa League | Play-off              | Celtic            | 0–31    | 0–31    | 0–61         |

Note
- Note 1: Celtic lodged protests over the eligibility of a number of the Sion players who participated in the two legs of the play-off round, which Sion won 3–1 aggregate (first leg: 0–0; second leg: 3–1). The UEFA Control and Disciplinary Body accepted the protests and decided to award both matches to Celtic by forfeit (3–0). As a consequence, Celtic qualified for the UEFA Europa League group stage.[2]